# Dodecastichus
Dodecastichus – rodzaj chrząszczy z rodziny ryjkowcowatych, podrodziny Entiminae i plemienia Otiorhynchini.
Takson ten opisany został w 1861 roku przez Wilhelma Gustava Stierlina. Gatunkiem typowym wyznaczono Otiorhynchus pulverulentus. Dawniej Dodecastichus był traktowany jako podrodzaj z rodzaju Otiorhynchus. Jego rangę jako niezależnego rodzaju potwierdził Milan Krajčík w pracy z 2010 roku.
Średnich rozmiarów ryjkowce o grubym ryjku zbliżonym długością do głowy i opatrzonym dobrze rozwiniętymi pterygiami. Przedplecze szersze u samców niż u samic, szersze od pokryw. Na pokrywach mają 12 rowków, przy czym po bokach części przedniej są one słabiej widoczne. Największa szerokość pokryw przypada u samców tuż za barkami, zaś samice mają bardziej regularnie owalny obrys pokryw. Odwłok samców z szeroko wgłębionym pośrodku pierwszym sternitem. Ponadto samce mają silnie zakrzywione wierzchołki goleni, podczas gdy u samic są one najwyżej słabo zakrzywione.
Należą tu gatunki:
- Dodecastichus atripes (Apfelbeck, 1918)
- Dodecastichus aurosignatus (Apfelbeck, 1889)
- Dodecastichus brevipes (Apfelbeck, 1894)
- Dodecastichus cirrogaster (Apfelbeck, 1928)
- Dodecastichus consentaneus (Boheman, 1843)
- Dodecastichus contractus (Stierlin, 1861)
- Dodecastichus corallipes (Stierlin, 1890)
- Dodecastichus dalmatinus (Gyllenhal, 1834)
- Dodecastichus dolomitae (Stierlin, 1872)
- Dodecastichus ephialtes (Apfelbeck, 1895)
- Dodecastichus geniculatus (Germar, 1817)
- Dodecastichus heydeni (Stierlin, 1861)
- Dodecastichus inflatoides (Reitter, 1913)
- Dodecastichus inflatus (Gyllenhal, 1834)
- Dodecastichus mastix (Olivier, 1807)
- Dodecastichus montissancti (G. Müller, 1945)
- Dodecastichus obsoletus (Stierlin, 1861)
- Dodecastichus oligostictus (G. Müller, 1945)
- Dodecastichus ovoideus (Reitter, 1913)
- Dodecastichus pulverulentus (Germar, 1824)

Rodzaj palearktyczny, głównie bałkański. W Polsce występują: D. inflatus, D. mastix, D. obsoletus i D. pulverulentus.